# 日本武道館における公演
日本武道館における公演（にっぽんぶどうかんにおけるこうえん）では、日本武道館で行われる演劇・演芸・舞踊・音楽などの公演と、その関連事項を扱う。

## 概要

### 音楽コンサートホールとしての利用

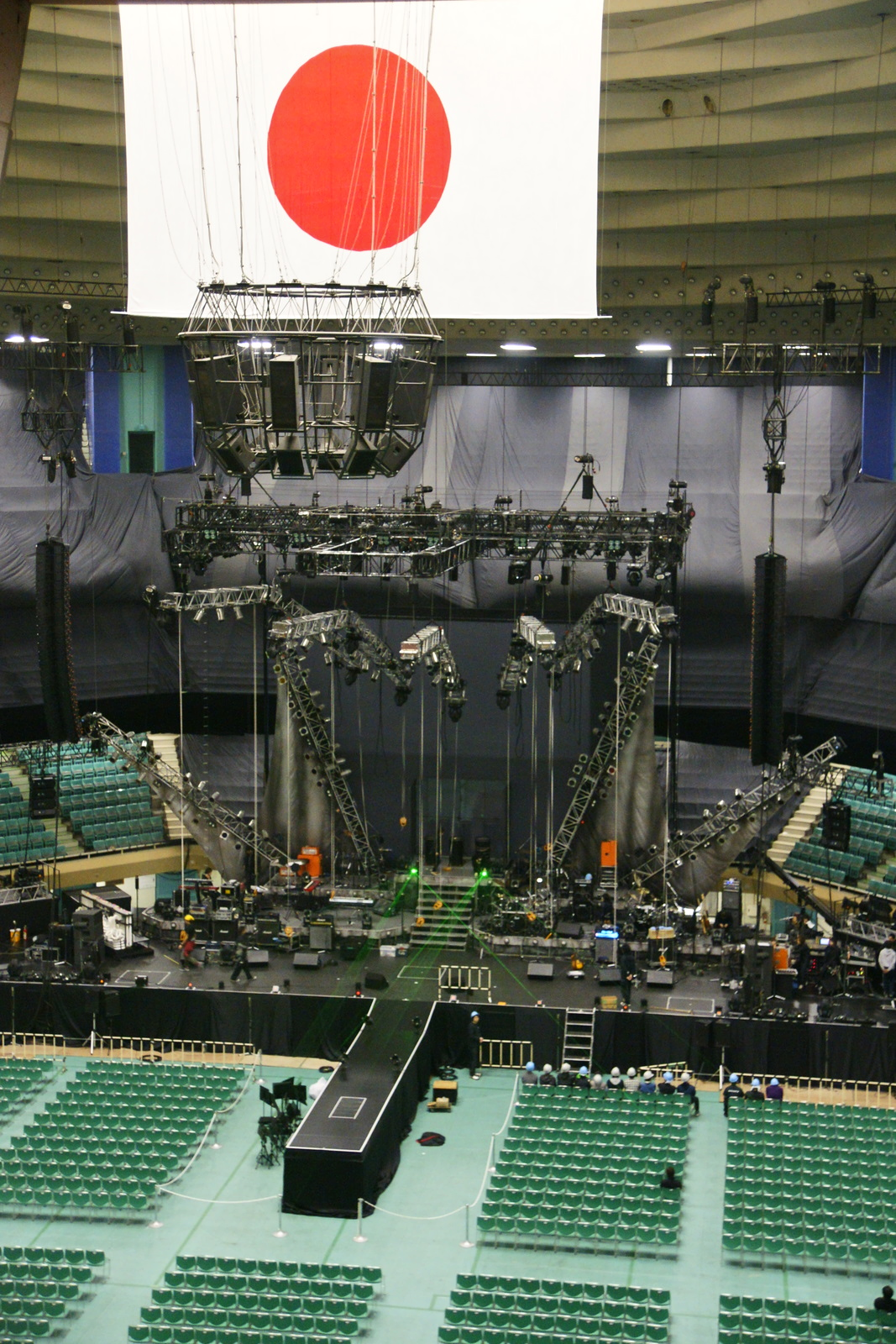
設営中のステージ

現在ではコンサートやライブなどの各種音楽イベントでの使用が日本武道館の使用目的と収益の大きな柱の1つになっており、大道場の使用スケジュールの少なからぬ割合を占めている。座席数は合計最多14,471席であるが、コンサートホールとして使用する場合には舞台設営・観覧のしやすさなどのセット配置・レイアウト面の都合から、一般的には8,000席から10,000席程度のホールとして使用されており、この分野において東京における主要な大型会場の1つとなっている。
音楽関係では特に「日本武道館」（でのライブなど）を単に「武道館」と略すことが多いため、本項目でもそれに倣う。

### 「武道館公演」の位置付け
日本を中心に活動するミュージシャンにとっては、武道館はコンサート会場として極めて重要な位置づけに置かれている。武道館の規模となると、会場としての大きさ故に興行を実現させその興行を収益・内容の両面で成功に至らせることは容易ではない。また、上述した格闘技と同様に音楽・芸能の有料興行に使用する場合の会場使用条件も大変に厳しく、大道場を借りるには費用面も含めて様々な条件をクリアしなければならない。そのため武道館公演の成功は、大規模会場での大型興行も充分に務め上げられるミュージシャンであるという「一流」の興行能力・集客力を持っていることを業界の内外に誇示する、一種のステイタスとしての意味を持っているのである。
また、古くは1966年のザ・ビートルズ、1968年のザ・ウォーカー・ブラザース、ザ・モンキーズ、1972年のディープ・パープル、1975年のクイーンなど、海外の著名ミュージシャンの来日公演における使用例も数多い。このことから、ロック・演歌・アイドル歌謡などのジャンルを問わず、新人やデビュー前のミュージシャンはもとよりプロの一線級のミュージシャンでさえ「武道館公演の実現」を憧れとし、これを目標に活動する者は数多い。特にバンド・グループ・アイドル歌手などでは、武道館公演が活動の事実上の1つの節目となったり、解散や引退の記念として1度きりの武道館公演を実施した者も多々見られている。
逆にこのような大規模会場を好まず、『NHK紅白歌合戦』への出場と同様に武道館級以上の規模の施設ではライブをしないことを公言しつつ活動するミュージシャンやバンドも、山下達郎 をはじめ少数ながら存在し、そのまま「大物ミュージシャン」と呼ばれる域にまで至るとむしろそれがステイタスとなる場合もある。2009年に初のアリーナ公演を開催したスピッツも、「（武道館で公演を行うことによって）アリーナ公演に意味を持たせたくない」として武道館の使用を意識的に避けていたり（スピッツは2014年7月に武道館初ワンマンライブを決行）、チューリップもここで公演したビートルズを敬愛するあまり、1997年に再結成するまで武道館公演を避けていたりと、現在に至るまで「武道館でのコンサート」への一定の影響力とその影響力への強いこだわりを持つアーティストは存在する。
最近では、武道館の数倍の観客収容能力を持つ全国のドーム球場での単独公演、さらには、東京・名古屋・大阪・福岡・札幌の全国5大ドーム球場を巡回する“ドームツアー”と言ったものが、「ミュージシャンの国内活動として最大の到達点」として見なされることも多く、絶対的な価値こそ薄れてきているものの、現在においても武道館規模での単独公演は大多数のミュージシャンにとって大きな挑戦かつ試練である。そのため、武道館公演に成功し高評価を受けることは、前述の通り十分な価値を持っており、現在でも音楽業界・芸能界にとっては一種の聖地的な存在として格別の意味を持つ重要なコンサート会場であることに変わりは無い。
また、時にドーム単独公演を目指すための重要な関門としても機能している一面があり、ドーム公演を目指すならば武道館公演では数日間・複数回にわたって開催される公演のチケットを概ね完売できる集客力が要求されることになる。一方で、セットや機材・スタッフ・警備なども遥かに大規模になり、施設利用料も高額になるドーム公演よりも各種コストが低く抑えられる武道館公演は、収益性を考えた場合には重要なイベントとなっている一面もある。
創作作品でも、武道館公演が特別なものであることがうかがえるタイトルの作品が存在する（平尾アウリ『推しが武道館いってくれたら死ぬ』、朝井リョウ『武道館』など）。

### ホールとしての性能
他方で、「日本武道館」の名の通り元来は音楽を主目的に建設した施設ではないため、コンサートホールとしての音響性能では音楽演奏を主用途に設計されている専門のコンサートホールに遠く及ばず、良好な音質で観客に聴かせるのが難しいと言う欠点があり、舞台音響設備を持ち込むなど別途対処する必要がある。実際、ザ・ビートルズの来日公演では、ステージ上のギターアンプの生音と会場据付けのPA装置を通したボーカルだけで行われたことから、結果として演奏が全く聞こえない席が存在した。その様な問題の改善のため、現在に至るまで様々なノウハウが開発されてきた。この武道館で培われたノウハウは、同様に音響面で難を抱える全国各地の多目的ホールや体育館などでのコンサートにも応用されている。

### その他
武道館でコンサートを開催したアーティストは、大きな色紙にサインをする。100以上の公演を行ったアーティストは、金色の色紙にサインをすることが許され、事務所に掲げられている。2024年6月現在、矢沢永吉、松田聖子、エリック・クラプトン、THE ALFEE、藤井フミヤ（111回（チェッカーズ 51公演、F-BLOOD 2公演を含む）の5組が100以上の公演を行っている。
また、当記述の通りの音楽ホールとしての「武道館」の知名度にあやかり、過去にはソニーが簡易ボディソニックシステムおよび携帯音楽プレーヤー・ウォークマン派生の重低音システムとして、「武道館 BOODO KHAN」という商品を販売したことがある。

## 武道館公演の歴史

### 音楽コンサート

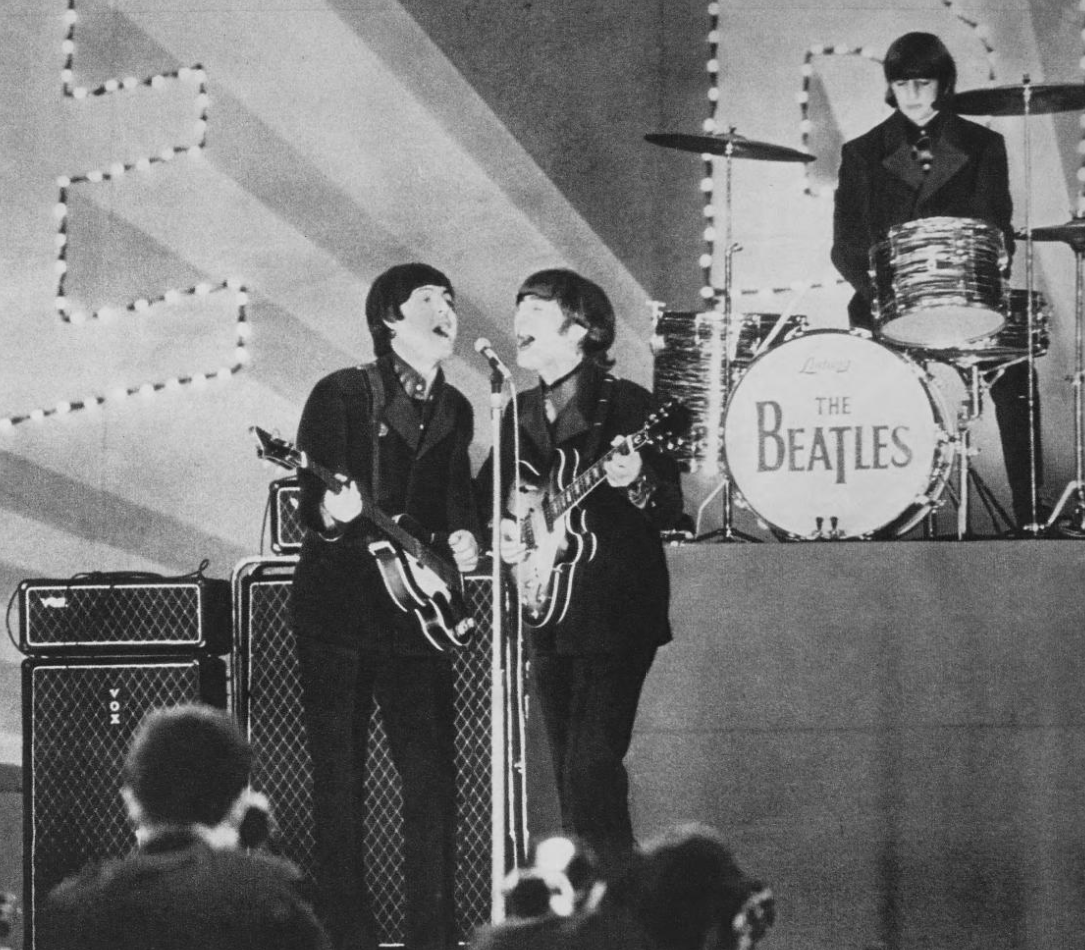
ビートルズの日本公演（1966年）

- 1965年7月13日 - 武道館で最初にコンサートを行った音楽家はレオポルド・ストコフスキーで、当時日本フィルハーモニー交響楽団を指揮している[1]。ちなみに1960年代はアリーナに客を入れずにコンサートを行っていた。
- 1966年 - ザ・ビートルズが来日公演。6月30日夜・7月1日昼夜・7月2日昼夜の3日間、計5公演を行った[2]。その際、アリーナには騒乱防止のため機動隊が詰めていた。詳細はビートルズ#日本公演を参照。
- 1968年1月 - 前年の5月に解散していたザ・ウォーカー・ブラザースが日本公演のために再結成。
- 1968年3月10日 - ザ・タイガースが新曲発表会を行なった。日本人の音楽バンドでは初の公演。
- 1968年10月3日〜4日 - ザ・モンキーズが来日公演。
- 1971年1月24日 - ザ・タイガースが解散コンサートを行なった。日本人の音楽バンドでは初の解散コンサート。
- 1971年6月16日 - シカゴが初来日公演を行う。
- 1971年9月23日〜24日 - レッド・ツェッペリンが初来日公演を行う。
- 1972年6月2日 - カーペンターズとして初の武道館公演を行なった。その後1974年5月31日と6月12日、1976年3月15日と16日にも武道館での公演を実現させている。
- 1972年8月17日 - ディープ・パープルの日本公演が行われた。このライブを録音した『ライヴ・イン・ジャパン』は12月に日本限定で発売されたが、その出来の良さが気に入られ、海外でも『メイド・イン・ジャパン』というタイトルでリリースされ、プラチナディスクを獲得している。その後、このアルバムからシングルカットされた「スモーク・オン・ザ・ウォーター」がアメリカで大ヒット（4位）し、ようやくバンドはアメリカでもブレイクした。なお、翌年6月25日の公演ではアンコールを行わなかった事から観客が暴徒化し、翌日の公演が中止になった。
- 1974年10月31日 - エリック・クラプトンが初来日公演を行う。以後、2016年に至るまで1985年と1991年（ジョージ・ハリスンとのジョイント・コンサート）を除く各年の公演で日本武道館公演を実施。1980年には1979年12月3日の公演を収録した『ジャスト・ワン・ナイト〜エリック・クラプトン・ライヴ・アット武道館〜』を発表した。
- 1975年4月19日 - クイーンが、初来日公演を実施。あまりの興奮に失神する観客が続出した。
- 1975年11月3日 - 西城秀樹が、日本人ソロ・シンガーとして初のワンマン公演を行う。その後11年連続（12回）開催。
- 1976年3月 - 南こうせつが、日本人ソロ・シンガーソングライターとして初めてのワンマン公演を開催する。
- 1976年4月24日 - 竹田和夫率いるクリエイションがマウンテンのフェリックス・パパラルディと日本人グループ・ロックアーティストとして初めてのコンサートを行う。
- 1976年12月1日 - オリビア・ニュートン＝ジョンが、女性ソロ・アーティストとしては初の武道館単独公演を行う。
- 1977年8月26日 - 矢沢永吉が日本人ソロ・ロックアーティストとして初めてのコンサートを行う[3]。
- 1978年2月20日〜3月4日 - 初来日したボブ・ディランが計8回コンサートを行い、この当時におけるツアー最多公演を記録した。翌1979年、この模様を使用したライブ・アルバム 『武道館』"Bob Dylan at Budokan" を発表。当初は日本だけでリリースされたが、その後オーストラリアやアメリカ、ヨーロッパでもリリースされた。このアルバムの大ヒットにより、他のアーティスト達が武道館公演でのライブ・アルバムを発売するようになる。
- 1978年4月28日〜30日 - チープ・トリックが、武道館公演を元にライブ・アルバム『チープ・トリックat武道館』"Cheap Trick at Budokan" を発表した。当初、日本限定盤のこのアルバムが海外に輸出されて大ヒットし、本国より先行して日本では人気を得てヒットしていたバンドと共に一躍、武道館の名前が世界に広がり、海外アーティストにも憧れの会場となった。上記のボブ・ディランと同様にライブ会場としての武道館の知名度を世界的に広げたアルバムである。
- 1978年7月24日 - 原田真二が、デビュー1年目（9か月）、10代ソロ歌手（アーティスト）として、初の武道館単独公演を行う。
- 1979年10月19日 - 大場久美子が、女性アイドル初の武道館単独公演として、引退コンサートを行った。
- 1979年11月19日 - 世界初のトミタ立体サウンド・ライブ『エレクトロ・オペラ in 武道館』（音楽：冨田勲、企画・構成：小松左京、『週刊ポスト』創刊10周年記念企画）を開催。
- 1980年3月12日～27日 - ABBAが初来日公演として6公演行なった。尚、最終日の27日は、ワールドツアー最終公演、そしてABBAの生涯最後のコンサートとなった[4]。
- 1980年8月23日 - ポップンロール300%と題したRCサクセション、シーナ&ザ・ロケッツ、プラスチックスの3つのバンドでの公演で、RCサクセションの忌野清志郎が出ていきなり「こんな狭いライブハウスは初めてだぜ」と放ったのが武道館をライブハウスと言った最初である。
- 1980年10月5日 - 山口百恵の引退コンサートが行われる。
- 1980年12月3日 - イルカが女性ソロ・シンガーソングライターとして初めてのワンマン公演を行う。
- 1980年12月10日 - サザンオールスターズがコンサートツアー『ゆく年・くる年』の1日目で初の武道館公演を行う。公演2日前にジョン・レノンが死去したことに伴い「LOVE」も演奏された。
- 1980年 高中正義虹伝説コンサートが行われ、ギターインストが確立された。
- 1981年2月12日～18日 - クイーンの4度目の来日公演は全てここで行われた。
- 1981年6月25日 - 美空ひばりの芸能生活35周年記念リサイタルを開催（1日2回公演、1回公演で50曲熱唱）。
- 1982年1月12日 - 浜田省吾が初の武道館公演。なお、浜田の2度目の武道館公演は20年後の2002年になる。3度目の武道館公演は40年後の2022年に行った。
- 1982年6月15日〜30日 - オフコースが10日間連続公演を実施。この公演終了後にオフコースは、約2年間活動を停止する。
- 1982年12月25日 - 松田聖子が初公演を催す（1日2回公演）。
- 1983年4月23日 - HOT SOUNDS ISLAND '83が開催される。当時はフュージョンブームだったためフュージョンバンドカシオペアも出場した。
- 1983年8月24日 - THE ALFEEが初の武道館公演、当時ヒット曲の無いバンドが武道館公演を成功させた事で話題になる。
- 1983年9月24日 - 岩井小百合がファーストコンサートを行った。15歳1か月でのソロコンサートは単独での日本武道館史上最年少記録となっている。
- 1983年12月6日 - エイジアの武道館公演を、MTVが世界に衛星生中継した。後に、これは 『エイジア・イン・エイジア』"Asia in Asia" と題して、ビデオ化されている。
- 1983年12月22日 - YMOが散開ライブを行う。
- 1985年12月13日 - 爆風スランプが初の武道館公演。これに際して「大きな玉ねぎの下で」という曲を作った。この歌のタイトルの「玉ねぎ」とは、屋根の擬宝珠（ぎぼし）の事を意味しており、これ以降、この擬宝珠および武道館の非公式な異名として定着している。
- 1985年 - T-SQUAREが初の単独公演。リトル・マーメイドの演奏中、当時のベース田中豊雪は、高く飛び降りる人はまずいないと言われているステージから飛び降りたという逸話も持つ。
- 1986年1月17日 - EARTHSHAKERが日本のヘヴィメタル系バンドとしては初の単独武道館公演。
- 1986年1月27日〜28日 - ナイト・レンジャーが初の単独武道館公演を行う。前年の3rdアルバム、セヴン・ウィッシーズによるワールドツアー中での公演だった。
- 1986年6月23日〜27日 - 甲斐バンドがファイナル・コンサート・ツアーで5日連続公演。
- 1986年7月2日 - BOØWYが、ツアー最終日に初の武道館単独ライブ。ボーカルの氷室京介が、「IMAGE DOWN」の曲中に放った「ライブハウス武道館へようこそ!」のMCが後に多くのアーティストに受け継がれていくこととなる。
- 1987年1月12日 - 長渕剛が、ギター1本で歌うスタイルのセンターステージ方式でライブを行う。当時センターステージという形式は斬新で、世界初の試みであった。
- 1987年6月24日 - 同年4月8日に発売した「Get Wild」のヒットにより、前ツアーを終了していたTM NETWORKが音楽ユニットとしても初の単独武道館ライブ『TM NETWORK FANKS CRY-MAX』を開催。
- 1987年10月1日 - 活動拠点をイギリスに移していたVOW WOWが「日本公演」として、初の武道館ライブを行う[注釈 4]。
- 1988年12月10日 - ガンズ・アンド・ローゼズが初来日公演。オリジナルメンバーでの公演は現時点でこちらが最後となっている。
- 1989年1月7日・8日・9日 - 爆風スランプが2度目の武道館公演を3日間行う計画だったが昭和天皇崩御により7日・8日公演を「自粛」中止し、1月9日のみの公演となった。
- 1989年1月23日 - プリンセス・プリンセスが女性のみのグループでは初の武道館公演を行う（この回から1996年まで39回、2012年に5回の計44回）。この頃から続々と女性グループの武道館公演が行われるようにもなっていった。
- 1989年4月19日〜25日 - TM NETWORKが、シングル曲「SEVEN DAYS WAR」にちなんで音楽ユニットとしては最長記録の計7日間公演。
- 1989年5月15日 - 吉川晃司と布袋寅泰が組んだ音楽ユニットCOMPLEXがツアー公演。同年5月3日にデビュー曲「BE MY MABY」リリースからわずか2週間足らずで公演という、通常は別々の活動をしているアーティスト同士が結成したスーパーグループでは最速。
- 1989年7月10日 - UNICORNが、初の武道館公演を開催。服部ツアーのファイナルの企画として、全国から選ばれた服部姓の人を「服部様ご一行」名義で招待した。
- 1991年1月1日 - まだデビューしていないSMAPが初の武道館公演を行う。デビュー後も定期的に公演を行う。
- 1992年6月16日・17日 - 尾崎豊が初の武道館公演を行う予定であったが、1992年4月に急死したことで幻に終わった。既に完売していたチケットは払い戻しとなったが、幻のライブチケットとして記念に手元に残したファンが多くいた。尾崎は武道大会で日本武道館を訪れた際に、「ここでライブをやる」と壁に書き残していたという逸話が残っている。
- 1993年11月1日 - 前年11月25日にメジャーデビューした音楽ユニットaccessがデビューからわずか1年足らずで公演。
- 1994年12月31日、堂本光一・堂本剛の2人で構成される男性アイドルデュオKinKi KidsがCDデビュー前に「KinKi Kids Kick off 95」というファーストコンサートを行う。
- 1997年2月22日・23日 - 椎名へきるが、声優初の武道館ライブを行う。
- 1998年 - フォークデュオのあのねのねが「武道館内の会議室」でライブを実施。使用料はラジオのリスナーからの募金。会議室でライブを行ったのはあのねのねが初。
- 1998年11月2日 - DIR EN GREYが、インディーズ・アーティスト初の武道館公演を行う。また、バンド結成からの史上最速武道館公演記録（1年9か月）でもある。
- 1999年12月31日 - 藤井フミヤが、初めてカウントダウンライブを開催。フミヤは1995年から毎年大晦日公演を行っており、カウントダウンライブも2008年まで10年連続。
- 2002年7月25日 - RIP SLYMEが、日本のヒップホップアーティストとして初めて武道館でライブを成功させた。ヒップホップをメジャーシーンに浸透させ、色々なメディアに取り上げられた。
- 2003年3月10日 - ザ・ローリング・ストーンズが初の武道館公演を行う。ザ・ローリング・ストーンズは1973年1月に、初来日公演を武道館で行う予定だったが、直前に来日が中止になってしまう事態を起こしており、このいわゆる「幻の武道館」から、30年の年月を経てようやく実現したもの。
- 2004年2月3日〜10日 - 宇多田ヒカルが初の武道館公演を開催。5日間の公演、合計約5万人の客席数に対して、ハガキ応募による抽選では応募総数115万通にのぼり、宇多田ライブ史上最大の競争率となった。公演タイトルは当時人気だった漫画『ヒカルの碁』にちなんで『ヒカルの5』。
- 2004年7月23日 - ZARDがデビューから13年を経って、初の武道館公演を開催。しかし、これがボーカリスト・坂井泉水の生前最後のライブともなった。
- 2005年1月24日 - 遠藤賢司が、武道館を貸し切り『単独・無観客ライブ』（撮影スタッフは同行）を敢行。同年10月15日に映画『不滅の男 エンケン対日本武道館』として公開された。
- 2006年6月9日 - MUCCが、ワールドツアーのファイナルとして「MUCC WORLD TOUR 2006 ツアーファイナル“666”」を開催。
- 2006年9月13日 - AAAが、デビュー1周年を記念して無料招待にて開催。
- 2006年12月26日 - アンジェラ・アキが、武道館初のピアノ1台による弾き語りコンサートを行う。なお、翌年にエルトン・ジョンが洋楽のミュージシャンとしては最初に同一形式のライブを行っている。
- 2007年7月18日 - ガンズ・アンド・ローゼズが来日公演。オリジナルメンバーはアクセル・ローズのみ。
- 2007年12月16日 - 矢沢永吉が史上初の武道館公演100回を達成[3]。
- 2008年2月10日 - 当時、喉頭癌で休養していた忌野清志郎が『大復活祭*』と銘打ったコンサートを開催。当時の武道館最大動員数を更新した。オープニングでは、抗がん剤治療による頭髪の変化から今日までを映したスライドが流れた。
- 2008年3月31日、4月1日 - チャットモンチーが、メジャーデビューから2年4か月の、女性ロックバンドとしては史上最速の武道館単独公演を行う。また、女性バンドによる日本武道館2DAYS公演は、1996年5月に開催されたプリンセス・プリンセスの解散公演以来12年ぶりとなる[5]。
- 2010年5月3日 - 谷山紀章（KISHOW）が、男性声優によるボーカルとしては初の武道館単独ライブを開催する。なお、谷山がボーカルを務めるロックユニット・GRANRODEOによる開催。
- 2010年11月23日 - スフィアが、声優ユニットとしては初となる武道館単独ライブを開催。また、メジャーデビューから1年7か月の、声優アーティストとしては史上最速の武道館単独公演となる[6]。
- 2011年1月1日〜3日 - T.M.Revolutionが、自身のツアー『T.M.R.NEW YEAR PARTY'11 LIVE REVOLUTION』(1月1日・2日)と、イベント『戦国BASARA5周年〜武道館の宴〜』(3日)にも出演した事により、同場所では史上初となる、正月三が日に連続でステージに立つという快挙を遂げた[7]。
- 2011年5月3日 - 河村隆一が、日本武道館でソロライブ『河村隆一 at 日本武道館 “限界のその先へ” 100の物語～終章（エピローグ）～』を開催。6時間半、104曲を熱唱し、ギネス記録にも認定された[8]。
- 2012年11月2日 - 宮崎奈穂子が、初の武道館公演を行い約6000人を動員した[9]。無名に近い路上シンガーによる武道館単独公演という前代未聞の挑戦であった。
- 2012年12月22日 - 東京女子流が、女性グループのメンバー平均年齢が15歳と、当時、史上最年少となる公演を行う。なおそれまでメンバーの年齢を非公開としていたが、この同グループ初の武道館公演をもって解禁された[10]。
- 2012年10月5日 - ももいろクローバーZが『女祭り2012-Girl's Imagination-』と題した武道館史上初の女性客限定ライブを開催。
- 2013年4月27日 - HKT48が、メジャーデビューから39日の、女性アイドルグループとしては史上最短の武道館単独公演を行う。
- 2013年7月7日 - 松田聖子が女性アーティスト初の武道館公演100回を達成[11]。
- 2013年10月4日 - 宮野真守が、男性声優のソロ単独公演としては初の武道館公演を開催。ただし、ソロではなく男性声優によるボーカル初の単独公演は、前述のGRANRODEOのボーカル・谷山紀章（KISHOW）である。
- 2013年11月11日 - StarSが、ミュージカル俳優グループとしては初の武道館単独コンサートを行う[12]。
- 2014年3月1日・2日 - BABYMETALが2日間のワンマンライブを行い、平均年齢14.7歳で女性歌手の最年少記録を更新した[13]。
- 2014年5月21日 - ポール・マッカートニーが、ビートルズ公演以来48年ぶり（氏単独は初）の武道館公演を開催[14] すると発表するが、5月17日の国立競技場公演直前に発症したウイルス性炎症が完治せず、治療専念を医師から言い渡されたため、武道館公演も断念した[15]。過去ポールはウイングスとして1975年・1980年に武道館公演を予定していたが、いずれも大麻・覚醒剤不正所持による逮捕などのため中止となっていた。翌2015年4月28日に日本ツアーの一環として漸く武道館公演が実現した。
- 2014年8月25日 - THE ALFEEが、デビュー40周年の記念公演を開催。結成10年の1983年8月24日に初公演を行って以来32年連続、通算84回目の武道館公演であった。その後2018年末まで連続公演年数を伸ばし続けたが、2019年が改修工事と重なった事で連続年数記録は36年で途切れた。2020年は無観客配信ライブ、2021年に通算97回まで公演を続けている。
- 2015年3月3日 - Berryz工房が、ラストライブ『Berryz工房ラストコンサート 2015 Berryz工房行くべぇ〜!』を開催し、無期限活動停止に入る。
- 2015年3月7日 - 8日 - miwaが、女性アーティストとしては史上初の、2日間連日アコースティックギター1本による弾き語りライブを行う[16]。
- 2015年9月4日・5日 - 初音ミクが、VOCALOID（バーチャルシンガー）としては初となる武道館ライブを行う[17]。
- 2015年11月4日 - SiMが、日本のラウドロックバンドとしては初となる武道館公演を開催。
- 2016年8月23日 - ふなっしーが、ご当地キャラとしては初の単独武道館ライブを開催。
- 2016年8月30日 - 「BSスカパー! BAZOOKA!!! 第10回高校生ラップ選手権 in 日本武道館」が開催される。MCバトルイベントとしては初の日本武道館での開催。
- 2016年11月8日 - アップアップガールズ（仮）が、インディーズ・アイドルとしては初の武道館公演を行う。
- 2017年5月29日 - LUNA SEAが結成記念日に武道館公演開催するが、会場外に置いた水素燃料車からSUGIZOのギターに電気が供給され、世界初の「水素コンサート」となった[18]。
- 2017年8月9日 ‐ After the Rainが、ネット歌い手グループとしては初の武道館ライブ公演を行う。
- 2017年8月21日 - Poppin'Partyが、結成から1年6か月の、女性声優ユニットとしては史上最速の武道館単独公演を行う[19]。
- 2017年9月1日 - レベッカが28年半ぶりとなる全国ツアーで、約27年7か月ぶりとなる武道館公演を開催。
- 2018年1月11日 - 21日 - 水樹奈々が、計7日間の公演『NANA MIZUKI LIVE GATE 2018』を開催。
- 2018年11月13日 - BAD HOPが、日本人ヒップホップアーティストでは史上最年少と言われる単独公演を行う[20]。
- 2019年2月22日 - RAISE A SUILENが、ガールズバンドとして史上最速となるデビューから73日で武道館単独公演を行う[21]。
- 2019年3月28日 - THE YELLOW MONKEYが「THE YELLOW MONKEY 9th Album『9999』世界最速先行視聴会」をアルバム名にちなんで9999名に無料招待された。公演では9999の一曲目からラストまでをメンバーのサプライズ演奏で行われた[22]。
- 2019年8月16日 - 清塚信也が、日本人男性クラシックピアニストとして初となる武道館コンサートを開催。2020年東京オリンピック・パラリンピックに伴う改修工事前の最後の公演となった。
- 2020年10月7日・8日 - 錦戸亮が、武道館において史上初の無観客配信ライブ『錦戸亮 ONLINE LIVE "不撓不屈" at 日本武道館』およびその前夜祭『錦戸亮 ONLINE LIVE "孤軍奮闘" at 日本武道館』を開催した[23]。
- 2021年1月30日〜31日 - 布袋寅泰がデビュー40周年記念ライブ「40th ANNIVERSARY Live "Message from Budokan"」をコロナ禍のため無観客ライブで行われ、BOØWYや、COMPLEXの曲などを披露した。
- 2021年10月9日 - 日本のMCバトル団体戦極 MCBATTLEによる『戦極MCBATTLE 第24章 日本武道館』が開催された。
- 2022年1月3日 - ロックバンドニューロティカが、史上最も遅い結成38年目にして初の武道館単独公演を行う[24]。
- 2022年1月4日 - ピアニストハラミちゃんが、YouTuberとして史上初の単独公演。
- 2022年1月6日・7日 - 浜田省吾がON THE ROAD 2022 Live at Budokanを開催。40年前の1982年のセットリストを再現した2日間限定のスペシャルライブだった。
- 2022年2月24日 - ピアノロックバンドSHE'Sが、結成10周年記念のワンマンライブ『SHE'S in BUDOKAN』を開催｡
- 2022年8月13日 -  歌い手めいちゃんが、自身初の武道館ワンマンライブ『幕開け』を開催。
- 2022年8月24日 - 花譜がバーチャルな存在（VTuber[25]）として史上初の日本武道館ワンマンライブを開催[26]。
- 2022年8月25日 - ロックバンド・ヤバイTシャツ屋さんが、自身初の日本武道館ワンマンライブ「ヤバイTシャツ屋さん "ぶどうかん" TOUR 2022 FINAL -日本武道館-」を開催。
- 2022年8月31日 - 日本を代表するMCバトル6団体によって選抜された20名のMCが集結した賞金1000万円の大会『BATTLE SUMMIT』が開催。
- 2023年1月25日 - 上白石萌音が、初の武道館公演となる『MONE KAMISHIRAISHI 2023 at BUDOKAN』を開催。
- 2023年2月14日 - 俳優の菅田将暉が自身のツアー追加公演でコンサート開催。俳優出身のアーティストとしては初。
- 2023年3月14日 - ボーイズアイドルグループMeseMoaが、メジャーでもインディーズでもデビューしていないアイドルとして日本武道館ワンマンライブを開催。チケットは手売りも含めて完売し、当日はほぼ満席となった[27]。
- 2023年4月21日 - エリック・クラプトンが海外アーティスト初の武道館公演100回を達成[28]。
- 2023年6月23日 - STUTSが、MPCプレイヤーとしては史上初となる武道館での公演を成功させた[29]。
- 2023年12月14日 - 矢沢永吉が史上初の武道館公演150回を達成[30]。
- 2023年12月23日 - THE ALFEEがグループ初の武道館公演100回を達成[31]。
- 2024年2月12日 - 歌い手グループいれいすが目標としていた日本武道館ワンマンライブを3年で達成。全国の映画館でライブビューイングも同時に行い、その後約三週間の活動休止を経て新たな目標とともに活動を再開した
- 2024年3月2日 - オーイシマサヨシが、男性ソロアニソンシンガー初となる武道館単独公演『オーイシ武道館 ～オーイシマサヨシ ワンマンライブ at 日本武道館～』を開催[32]。 ゲストとしてグリッドマン（UNIVERSE Fighter）,ダイナゼノン,グリッドナイト,ウルトラマンロッソ,ウルトラマンブル,REAL AKIBA BOYZ,Tom-H@ck(OxT),大石昌良が参戦した。
- 2024年3月14日 - アイドルグループ＃ババババンビがデビュー当初から目標としていた、武道館ワンマンライブをデビュー4年目で実現。
- 2024年12月2日，3日 - 布袋寅泰が「LIVE IN BUDOKAN-THE HITS,THE HISTORY」を開催。BOØWYやCOMPLEX、ソロの代表曲等演奏した。
- 2025年1月29日 - アイドルグループのAppare!がデビューから8年半で武道館ライブを実現。本来なら5ヶ月前の2024年8月29日に行う予定だったが、台風の影響で中止となったため、その時は無観客でライブ配信を行った。
- 2025年2月1日 - VTuber事務所ホロライブプロダクションに所属する星街すいせいが、デビュー時から掲げていた武道館ライブを約7年のときを経て実現し、『Hoshimachi Suisei 日本武道館 Live "SuperNova"』として開催した。

- 2025年3月29日 - オーイシマサヨシが武道館単独公演『オーイシ武道館 Vol.2 ～オーイシマサヨシ ワンマンライブ at 日本武道館～』を開催した.ゲストとして,ウーリャ,鈴木愛理,コウメ太夫,グッリッドマンが参戦した。
- 2025年3月31日 - アイドルグループのにっぽんワチャチャが、念願の武道館ライブを開催。
- 2025年4月1日 - LANAが日本のヒップホップアーティストとして史上最年少(19歳)で日本武道館でのワンマンライブ「20 at BUDOKAN」を開催。
- 2025年7月9日 - アイドルグループのいぎなり東北産が、デビュー前の地方グループとしては史上初となる武道館単独公演を開催し[33]、満員の集客となった[34]。
- 2025年8月11日 - 布袋寅泰が「GUITARHYTHM VIII THE FINAL IN BUDOKAN」を開催し、アルバムGUITARHYTHM VIIIの収録曲を中心にその他にBOØWYやCOMPLEXの曲を披露した。

### 演芸・お笑い関係
ミュージシャンと比べると会場規模の小さい、お笑い芸人・落語家にとっては武道館で舞台を踏むことは最難関であり芸人の到達点、最高峰とも言える。また、行われた中でも多くは番組イベントの会場としての使用が主となっている。
- 1980年4月23日、小学館の雑誌『写楽』創刊イベント『写楽祭』でスネークマンショーが登場。
- 1981年7月21日、ザ・ぼんちが武道館を満員にした初の漫才師になる。
- 1981年10月15日、『爆笑!漫才大全集 in 武道館』を開催。横山やすし・西川きよし、鳳啓助・京唄子、ツービート、島田紳助・松本竜介、B&Bらが漫才を披露した。
- 1988年12月21日、人気深夜ラジオ番組『スーパーギャング コサキン無理矢理100%』のイベント「コサキン無理矢理in武道館」を開催。コサキンによるコントや替え歌ライブ、ラジオ番組の公開収録が行われた。
- 1992年5月25日、当時の人気深夜テレビ番組「鶴瓶上岡パペポTV」が、武道館初となるお笑い・トークライブ[要出典]を開催した。
- 1995年に、松本人志が、客が値段を決める料金後払い制ライブ『松風'95』を、2003年12月に『高須ちゃん生誕40周年祭り』と称したラジオ番組『放送室』の公開録音を行った。
- 1997年10月に、春風亭小朝が落語の独演会を行った。
- 2007年に、テレビ番組のイベントとして、KILLERSの解散コンサートと笑福亭鶴瓶・松嶋尚美（オセロ）のトークライブの2部構成による『きらきらアフロ in 武道館』を行った。
- 2013年12月30日、清水ミチコが単独初公演。以後年末年始に毎年開催している。
- 2019年2月25日、『らくごカフェ10周年記念 平成最後の武道館落語公演』を開催。第1部で同カフェに出演する若手落語家による挨拶、第2部では立川志の輔、立川談春の落語およびさだまさしによるライブが行われた。
- 2019年3月2日、ラジオ番組のイベント『オードリーのオールナイトニッポン10周年全国ツアー in日本武道館』を開催。ライブビューイングを含め22,000人を集めた。
- 2022年2月28日、お笑いコンビ・キングコングが2人きりでのトークライブ「毎週キングコング in 日本武道館」を開催。
- 2023年2月2日、お笑いコンビ・かまいたちが結成20周年の節目として「かまいたち単独ライブin武道館『DESIRE』」を開催。
- 2023年3月4日・5日、東京03 FROLIC A HOLIC feat. Creepy Nuts in 日本武道館『何と括っていいか、まだ分からない。』を行った。
- 2023年12月20日、「ギャンブル4兄弟」を称する霜降り明星・粗品、シモリュウ（前田龍二、シモタ）、ダブルヒガシ・大東将生による「チンチロ」公演が開催された[35]。ユニットとしての単独公演は初。
- 2024年1月21日、落語家の錦笑亭満堂が真打披露口上の千秋楽を武道館で公演[36]。
- 2025年3月11日、千原ジュニアの座王in日本武道館が公演予定[37]。

### その他
- 2007年7月12日に、韓国を代表する俳優イ・ビョンホンが写真集販売イベントを行った。後に、イ・ビョンホンの事務所が、韓国のマスメディア向けに提供した写真で、大道場天井の日章旗（前述の通り、原則としていかなる場合でも掲揚しなければならない）が白旗に塗り潰されていたことが問題となった。

## 武道館公演に関する記録
| 公演数 | アーティスト         | 最新公演日     | 備考                                              | 出典   |
| ------ | -------------------- | -------------- | ------------------------------------------------- | ------ |
| 157回  | 矢沢永吉             | 2024年12月18日 |                                                   | [ 38 ] |
| 133回  | 松田聖子             | 2025年07月12日 | 女性アーティストで最多                            | [ 39 ] |
| 110回  | エリック・クラプトン | 2025年04月27日 | 海外アーティストで最多                            | [ 40 ] |
| 103回  | THE ALFEE            | 2024年12月24日 | グループで最多                                    | [ 38 ] |
| 058回  | 藤井フミヤ           | 2024年06月09日 | チェッカーズ（51回）、F-BLOOD（2回）を含むと111回 | [ 41 ] |
| 057回  | TOKIO                | 2014年11月02日 |                                                   | [ 42 ] |
| 051回  | チェッカーズ         | 1992年12月28日 |                                                   | [ 43 ] |
| 051回  | 松任谷由実           | 2023年10月29日 |                                                   |        |
| 050回  | HOUND DOG            | 2006年09月02日 |                                                   | [ 44 ] |

- 最多公演：157回

矢沢永吉（2024年12月18日）
- 1日最多公演：6回

SMAP（1994年1月1日）
- 最多連続日数公演：15日間

HOUND DOG（1990年1月29日・30日・31日・2月2日・3日・5日・6日・8日・9日・10日・13日・14日・15日・18日・19日）
- 最多連続年数公演：36年連続

THE ALFEE（1983年 - 2018年）
- 最多連続同一日公演：35年連続

THE ALFEE（12月23日、1984年 - 2018年）
- 最多動員：1万5000人

SIAM SHADE（2002年3月10日）
福山雅治（2009年5月28日・29日・6月4日・5日）
- 最多演奏曲数：104曲

河村隆一（2011年5月3日）
- 史上最遅公演：結成38年

ニューロティカ（2022年1月3日）
- 史上最年長公演：77歳

加山雄三（2014年8月23日）
- 史上最年少公演：平均14.5歳

ジャニーズJr.（2007年1月）

## その他
2010年12月には一般参加型の『TOKYO FM 夢の第九コンサート』第1回公演も当館にて開催された。
日本郷土民謡協会が主催する「郷土民謡民舞全国大会」も、2016年まで毎年10月の3日間、当館を使って開催されていた。2017年はさいたま市文化センターで開催。